# Eugen Hildach

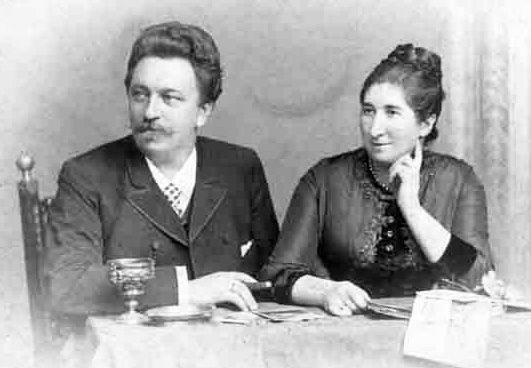
Eugen und Anna Hildach (1888)

Eugen Hildach (* 20. November 1849 in Wittenberge; † 27. Juli 1924 in Berlin) war ein deutscher Sänger (Bariton), Gesangslehrer und Komponist. Er war mit der Sopranistin Anna Hildach, geborene Schubert, (1852–1935)  verheiratet und beruflich verbunden.

## Leben
Eugen Gustav Gottfried Hildach war der Sohn des Güterexpedienten der Eisenbahnlinie Berlin-Hamburg in Wittenberge, der noch während Eugens Kindesalter starb. Eugen Hildach wuchs bei den Großeltern in Berlin auf und besuchte die Königliche Realschule sowie danach die Baugewerkschule in Holzminden.
Als 24-Jähriger wandte er sich der Musik zu und nahm Gesangsunterricht bei Elisabeth Dreyschock (1834–1911) in Berlin. Hier lernte er die Mitschülerin Anna Schubert aus Polkitten in Ostpreußen kennen. Das Paar unternahm gemeinsame Konzertreisen. 1878 heirateten sie und ließen sich in Breslau nieder, führten aber ihre Konzertreisen fort. Nach einem Auftritt 1880 in Dresden erhielt Eugen Hildach eine Anstellung als Lehrer für Sologesang am dortigen Konservatorium. 1888 wurde er an das Stern’sche Konservatorium in Berlin berufen. Dennoch erfolgten die ganze Zeit über Konzertreisen des Paares.
1904 beendeten die Hildachs ihre Konzertkarriere und ließen sich dauerhaft in Frankfurt am Main nieder, wo sie eine private Sologesangsschule eröffneten.
Wegen einer Tuberkulose-Erkrankung suchte Eugen Hildach 1923 ein Sanatorium in Berlin-Zehlendorf auf, wo er 1924 starb. Anna Hildach führte die Gesangschule bis 1931 weiter. Die Ehe der Hildachs war kinderlos.

## Werke
Hildachs kompositorisches Schaffen umfasst Lieder, Duette und Chöre. Das Gesamtverzeichnis seiner Werke enthält 34 Nummern mit nahezu hundert Einzelkompositionen, wobei einige Texte von der Ehefrau stammen. Die bekanntesten Lieder sind Lenz (op. 19), Wo du hingehst (op. 8) und Der Spielmann (op. 15/1, Text von Hans Schmidt).
- Zwei Lieder für eine Singstimme mit Begleitung des Pianoforte op. 2, 1877 OCLC 907436625
- Mein Liebster ist ein Weber, Lied für eine Singstimme mit Begleitung des Pianoforte op. 5, Text: Georg Keil OCLC 163483617
- Das Haidekind op. 6, Lied für Singstimme mit Klavierbegleitung, Text: Karl Julius Schröer OCLC 1153301307
- Winternacht für eine Bass- oder Baritonstimme mit Begleitung des Pianoforte op. 7. Text: Nikolaus Lenau OCLC 1413484135
- Wo du hingehst, da will auch ich hingehen op. 8 für sechs Solostimmen oder kleinen gemischten Chor (1402967440) (Digitalisat bei Hathi Trust Digital)
- Drei Lieder für eine Singstimme mit Begleitung des Pianoforte op. 9 OCLC 905229696
  - I Auf dem Dorf in den Spinnstuben!, Text: Paul Heyse
  - II Alt-Französisches Tanzlied
  - III Das Kraut Vergessenheit, Text: Emanuel Geibel
- Zwei Lieder für eine Singstimme mit Begleitung des Pianoforte op. 10 OCLC 638625656
- Drei Lieder für eine Singstimme mit Begleitung des Pianoforte op. 11 OCLC 179805092
  - I Frühling ist da, Text: Anna Hildach
  - II Betrogene Liebe, Text: Emil Rittershaus
  - III Kinderlied, Text: Georg Lang OCLC 1414131677
- Drei Duette für zwei Singstimmen mit Pianofortebegleitung op. 12 OCLC 731645903
- Drei Lieder für eine Singstimme mit Begleitung des Pianoforte op. 13 OCLC 638626223
  - II Im Volkston, Text: Anna Hildach OCLC 1413480255
- Drei Duette für zwei Singstimmen mit Begleitung des Pianoforte op. 14 OCLC 906790475
  - II Wer lehrte euch singen, Text: Julius Sturm OCLC 699880343
- Zwei Lieder für eine weibliche Singstimme mit Begleitung der Violine und des Pianoforte op. 15 OCLC 1073493677
- Drei Lieder für eine Singstimme mit Begleitung des Pianoforte op. 17
  - III Ach nur ein Viertelstündchen, Text: Ludwig von Hörmann von Hörbach OCLC 1014044120
- Drei Lieder für eine Singstimme mit Begleitung des Pianoforte op. 18 OCLC 638626302
  - I Der stiller Trinker, Text: Rudolph Baumbach
  - III Frühling im Alter, Text: Ernst Moritz Arndt OCLC 1273297229
- Fünf Lieder für eine Singstimme mit Begleitung des Pianoforte op. 20 OCLC 1072765418
  - II In meiner Heimat
  - V Bitte
- Fünf Kinderlieder op. 21
  - I  Der kleine Küfer, Text: Georg Lang
  - V Das lustige Paar, Text: Julius Lohmeyer OCLC 1413511804
- Sieben Lieder und Balladen für eine Singstimme und Klavier op. 22 OCLC 638625502
- Jesuslied, für eine Singstimme mit Begleitung des Pianoforte oder der Orgel op. 23, Text: Gedicht aus dem Mittelalter OCLC 312766183
- Vier Lieder für eine Singstimme mit Klavierbegleitung op. 25 OCLC 638625512
- Vier Lieder für eine Singstimme mit Klavierbegleitung op. 28 OCLC 638625536
- Für die singende Kinderwelt eine Sammlung von 16 Liedern op. 29 OCLC 1391323915
- Gebet für den Kaiser, für Singstimme mit Klavierbegleitung op. 35, Text: Hans Vaterhaus OCLC 165688849

## Ehrung
- Im Münchner Stadtbezirk Pasing-Obermenzing ist die Hildachstraße nach ihm benannt.[2]